# 森岡弘一郎
森岡 弘一郎（もりおか こういちろう、1969年9月1日 - ）は、日本の俳優、声優。東京都出身。身長176cm、血液型はB型。無名塾18期生。株式会社仕事に所属していた。

## 出演作品

### 舞台
- 『ソルネス』

### テレビドラマ
- 相棒 season 11 第13話「幸福な王子」（2013年、テレビ朝日） - 添野一義 役

### 吹き替え
- いたずらネコ ラルフ（お父さん）
- 美しき日々（イ・ソンジェ）
- 新・刑事コロンボ 奪われた旋律（被害者：ガブリエル（チャド・ウィレット））※日本テレビ版
- 冬のソナタ（医師）
- チェオクの剣（チャン・ソンベク）
- ハイスクール・ウルフ（ディーン）

### テレビアニメ
- 英國戀物語エマ（ダグラス・ストウナー：若い頃）

### 劇場版アニメ
- アズールとアスマール（アスマール）

### その他
- パペッツの回路 偉大なる科学の遺産（教師役）